# Министерство на финансите на Бразилия
Министерството на финансите (на португалски: Ministério da Fazenda) е орган на федералното правителство на Бразилия, който чрез своите подчинени структури отговаря за формулирането и изпълнението на държавната политика в областта на икономиката, публичните финанси, данъчното облагане, финансовите услуги, финансовите пазари и управлението на държавния дълг на страната. Министерството на финансите се ръководи от министъра на финансите, който е и член на кабинета на президента на Бразилия.

## История
Началото на финансовото министерство на Бразилия е поставено през 1808 г., когато с декрет на принца регент Дон Жуао от 28 юни са създадени Кралска хазна (Erario Regio) и Финансов съвет (Conselho da Fazenda), оглавявани от министъра и държавен секретар по въпросите на икономиката и финансите на Бразилия и президент на Кралската хазна. Създаването на хазната, съвета и секретариата е пряк резултат от необходимостта от преструктуриране на местните финанси, възникнала след преместването на португалското кралско семейство в Бразилия по време на Наполеоновите войни, което превръща Бразилия от колония в метрополия на обширната Португалска империя.
При първоначалното ръководство на дон Фернандо Жузе Португалски Кралската хазна на Бразилия функционира по модела на кралската хазна в Лисабон, временно прехвърляйки отговорността за финансовата политика на короната в Бразилия. Така, въпреки че се конституира като един опростен в условията на колониална власт административен апарат, Кралската хазна на Бразилия се превръща в първото централно ядро на финансовата структура, която по-късно прераства в Министерство на финансите.
На 1 януари 2019 г. президентът Болсонаро слива Министертсвото на финансите и още три предишни бразилски министерства - това на индустрията и външната търговия, на труда и на планирането - в новосъздаденото Министерството на икономиката. Тези негови намерения са обявени още на 30 октомври 2018 г.
През 2022 новоизбраният президент Лула да Силва обявява намерението си да раздроби Министерството на икономиката на отделни министерства, от които то е било създадено, между които е и предишното Министерство на финансите. Така през 2023 г. президентски декрет възстановява предишното министерство под името Министерство на финансите.

## Структура
I. Органи, които подпомагат директно дейността на министъра на финасите:
1. Кабинет (Gabinete)
2. Специален помощен съвет на министъра (Assessoria Especial do Ministro de Estado)
3. Изпълнителен секретариат:
  1. Подсекретариат за икономическите дейности (Subsecretaria para Assuntos Econômicos)
  2. Подсекретариат за стратегическо управление (Subsecretaria de Gestão Estratégica)
  3. Подсекретариат за планирането, бюджета и администрацията (Subsecretaria de Planejamento, Orçamento e Administração;)
4. Главна корежедория (Corregedoria-Geral)

II. Специализирани органи:
1. Главна финансова прокуратура (Procuradoria-Geral da Fazenda Nacional)
2. Секретариат за федерални приходи (Secretaria da Receita Federal do Brasil)
3. Секретариат на националната хазна (Secretaria do Tesouro Nacional)
4. Секретариат за икономическата политика (Secretaria de Política Econômica)
5. Секретариат за икономически мониторинг (Secretaria de Acompanhamento Econômico)
6. Секретариат за международни дейности (Secretaria de Assuntos Internacionais)
7. Школа за финансова администрация (Escola de Administração Fazendária)

III. Колегиални органи

1. Национален монетарен съвет (Conselho Monetário Nacional)
2. Национален съвет за финансова политика (Conselho Nacional de Política Fazendária)
3. Съвет за обжалвания на Националната финансова система (Conselho de Recursos do Sistema Financeiro Nacional)
4. Национален съвет за частното застраховане (Conselho Nacional de Seguros Privados)
5. Съвет за обжалвания на Националната система на частното застраховане, на доброволното частно осигуряване и на капитализацията (Conselho de Recursos do Sistema Nacional de Seguros Privados, de Previdência Privada Aberta e de Capitalização)
6. Съвет за контрол на финансовите дейности (Conselho de Controle de Atividades Financeiras;)
7. Административен съвет за данъчни обжалвания (Conselho Administrativo de Recursos Fiscais)
8. Бразилски комитет за Номенклатурата (Comitê Brasileiro de Nomenclatura)
9. Комитет за оценка на кредитите от чужбина (Comitê de Avaliação de Créditos ao Exterior)
10. Комитет за управление на Националната система за опростено данъчно благане (Comitê Gestor do Simples Nacional)
11. Комитет за координация на управлението на федералните публични финансови институции (Comitê de Coordenação Gerencial das Instituições Financeiras Públicas Federais)

IV. Свързани органи
А. Автаркии
1. Централна банка на Бразилия (Banco Central do Brasil)
2. Комисия по ценните книжа (Comissão de Valores Mobiliários)
3. Суперинтендантство за частното застраховане (Superintendência de Seguros Privados)

Б. Държавни предприятия
1. Монетен двор на Бразилия (Casa da Moeda do Brasil)
2. Федерална служба за обработка на данни (Serviço Federal de Processamento de Dados)
3. Федерална спестовна каса (Caixa Econômica Federal)
4. Предприятие за управление на активите (Empresa Gestora de Ativos)
5. Бразилска агенция за управление на гаранционните фондове и гаранциите С.А. (Agência Brasileira Gestora de Fundos Garantidores e Garantias S.A.)

В. Смесени дружества:
1. Бразилска Банка (Banco do Brasil S.A.)
2. АЙ ЕР БИ – Бразилия Презастраховане С.А. (IRB – Brasil Resseguros S.A)
3. Банка на Амазония (Banco da Amazônia S.A.)
4. Североизточна банка на Бразилия (Banco do Nordeste do Brasil S.A.)